# Nganù
Pour plus de détails, voir Fiche technique et Distribution.
Nganù est un film dramatique camerounais sorti en 2023. Il est coécrit, coproduit et réalisé par Kang Quintus.

## Synopsis
Des villageois conseillent à un mari violent de rejoindre l'armée pour canaliser sa colère. Là-bas, il va devoir apprendre à gérer ses pulsions de violence profondément ancrées.

## Distribution
- Kang Quintus : Nganu[3]
- Hakeem Kae-Kazim : Akwah
- Muriel Blanche : la femme d'Akwah
- Kocee
- Emmanuel Yimbu : Njoya
- Askia : Caro
- Bernadette Kameni : négociatrice de marché
- Joseph Mendong
- Ayuk Gareth : Kum
- Nabil Fongod : Weed Side Boy
- Daniel Musing
- Bright Okarabi : négociatrice de marché
- Melvine Azah : Meukeuna
- Maurice Ihimbru Kudi : agriculteur

## Fiche technique
- Titre : Nganù
- Réalisation : Kang Quintus
- Production : Kang Quintus
- Pays :  Cameroun
- Genre : Drame
- Date de sortie : 7 novembre 2023 (Netflix)[4],[5],[6]
- Langue : pidgin camerounais, anglais, français

## Accueil
Le film est classé parmi les meilleurs films de 2023 au Festival international du film d'Eko (EKOIFF) qui se tient à Lagos, au Nigeria, et reçoit le prix du meilleur long métrage,.
Joseph Jonathan d'Afrocritik déclare : « Avec son ton sérieux, le film dépeint avec art comment les blessures infligées dans le passé peuvent influencer les relations futures. Le parcours de Nganù reflète l'impact durable des traumatismes de l'enfance, à l'image des relations tendues avec la famille et les pairs » Il note également que la narration semble parfois fragmentée, certaines scènes manquant de la profondeur et de l'impact émotionnel souhaités, et attribue finalement au film 2,5 étoiles sur 5.
Hofileña ajoute : « Bien que certains des rires involontaires et des répliques maladroites mentionnés plus haut se retrouvent à la fin, les scènes finales du film sont étonnamment audacieuses. On s'attend à ce que tous les arcs de rédemption se terminent d'une certaine manière, mais Nganù fait un pari avec sa fin et réussit l'atterrissage bien plus qu'il ne le rate ». Il attribue au film une note de 5,9 étoiles sur 10.
Benoit Yuven du Hotjem donne au film 7/10 étoiles, décrivant le film comme une histoire à laquelle beaucoup peuvent s'identifier dans le monde d'aujourd'hui, que l'on soit d'accord ou non. Malgré certaines répétitions, le film plaide contre la violence domestique et les abus.

## Distinctions
- 2023 : Meilleur film au Festival international du film d'Eko
- 2023 : Meilleur acteur (pour Kang Quintus) au Festival international du film d'Eko